# 达尔内
达尔内（法語：Darney，法語發音：[daʁnɛ] ⓘ）是法国大东部大区孚日省的一个市镇，位于该省西南部，属于讷沙托区。

## 地理
达尔内（48°5'6"N, 6°2'45"E）面积7.92 平方千米，位于法国大東部大區孚日省，该省份为法国东北部内陆省份，北起默兹省和默尔特-摩泽尔省，西接上马恩省，南至上索恩省和贝尔福地区省，东临上莱茵省和下莱茵省。
与达尔内接壤的市镇（或旧市镇、城区）包括：勒朗日、阿蒂尼、贝尔蒙莱达尔内、贝尔吕、邦维莱、埃讷泽勒。

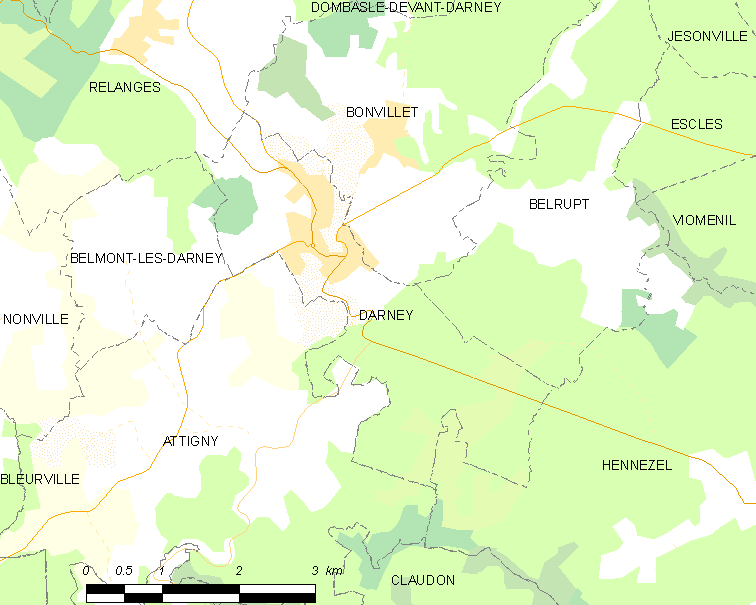
达尔内的OSM定位图

达尔内的时区为UTC+01:00、UTC+02:00（夏令时）。

## 行政
达尔内的邮政编码为88260，INSEE市镇编码为88124。

## 政治
达尔内所属的省级选区为达尔内县。

## 人口

1962-2008年间达尔内人口变化图示

达尔内于2022年1月1日时的人口数量为1078人。